# Heilquelle Raggal

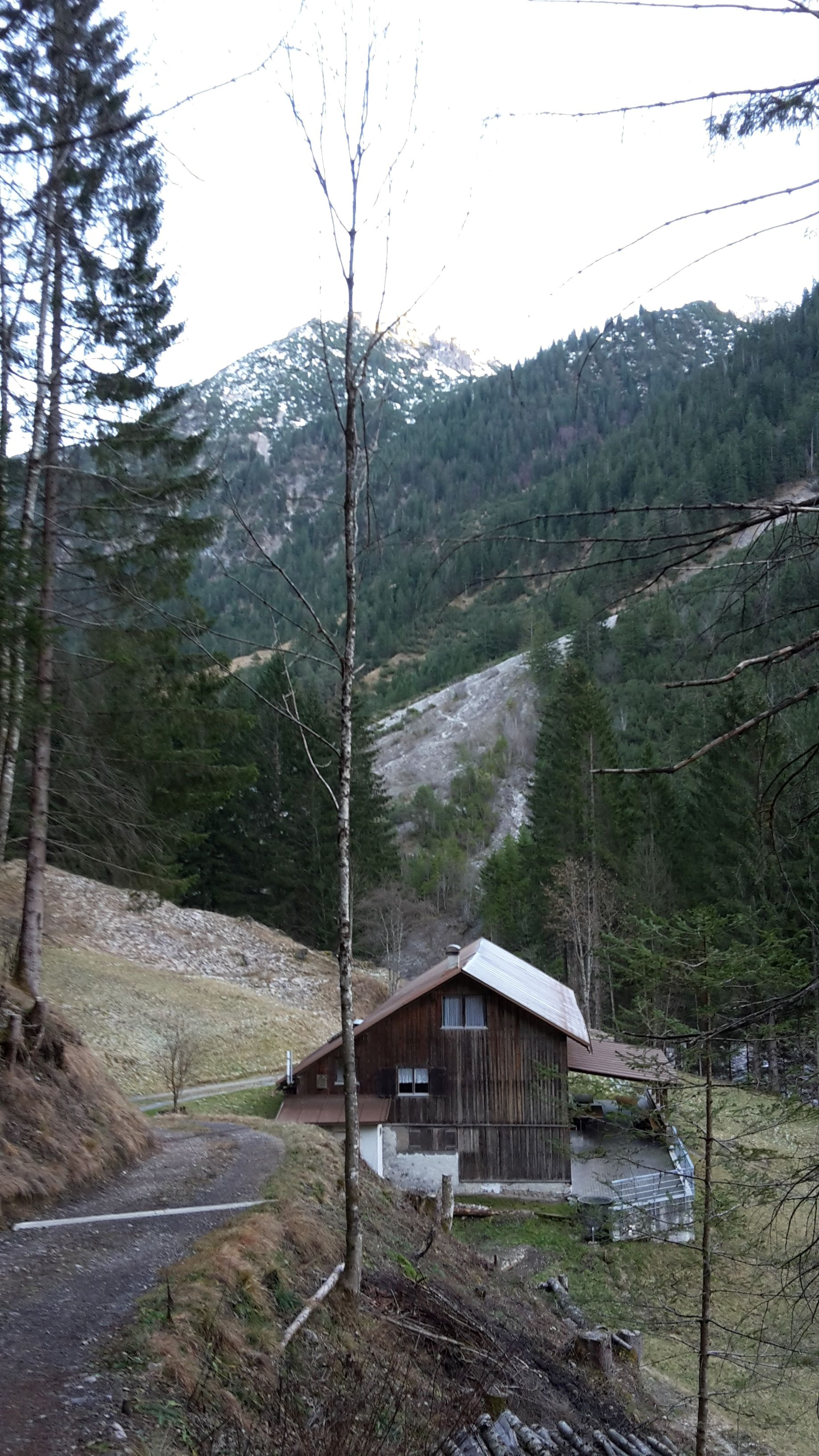
Unterhof in Marul. Etwas weiter westlich stand der Stachelhof, von dem heute nur noch die Grundmauern sichtbar sind

Die Heilquelle (Bad) in der Gemeinde Raggal (Vorarlberg, Österreich), Ortsteil Marul, war beim sogenannten Stachelhof (auch Stahlhof oder Staclielhof oder heute Unterhof, 944 m ü. A.) in der Parzelle „Bädli“ einige Meter oberhalb des Marulbach zu finden.

## Geschichte
Der Beginn der Nutzung der Heilquelle in Raggal ist nicht bekannt. Die Quelle soll zumindest schon in der Biedermeierzeit genutzt worden sein. Bekannt gemacht wurde diese durch den Pfarrer Johann Rinderer aus Frastanz, der 1865 die Broschüre „Das Magenwasser zu Raggal in Vorarlberg“ veröffentlichte.

## Heilquelle
Bei der Heilquelle handelte es sich um eine kalte eisenhaltige Quelle. Das Wasser wurde auch als „Magenwasser“ bezeichnet und soll vor allem bei Magenbeschwerden geholfen haben.
In Eduard Jos Kochs Abhandlung aus dem Jahr 1843: „Abhandlung über Mineralquellen in allgemein wissenschaftlicher Beziehung und Beschreibung aller in der Oesterreichischen Monarchie bekannten Bäder und Gesundbrunnen“, findet die Heilquelle keine Erwähnung. Josef Zehenter erwähnt die Heilquelle und die Wirkung 1895 in Mineralquellen Vorarlbergs.

### Wirkung
Pfarrer Johann Rinderer hat in seiner Schrift: „Das Magenwasser zu Raggal in Vorarlberg“ die Wirkung des Heilwassers beschrieben. Auszug: „Das voriges Jahr im Juni zum erstenmal veröffentlichte Magenwasser zu Raggal hat seine dabei gemachte Anrühmung neuerdings gerechtfertigt, so, daß von hier aus einem großen Theil der leidenden Menschheit allen Ernstes Glück zu wünschen ist. Im Jahr 1864 haben dieses Heilwasser siebzig Personen besucht. Sechs aus diesen haben es nur gekostet, von denen ein Mann in den ersten Tagen gestorben, die übrigen fünf schon nach einigen Tagen zurückgekehrt sind. 64 Personen haben wirklich Cur gemacht. – Es wurde über jeden dieser 64 Curgäste ein besonderes Protokoll aufgenommen, worin Alter, Stand, Geschlecht, die früheren Krankheiten, alle krankhaften Erscheinungen des gegenwärtigen Leidens und seine frühere Andauer, dann die Länge der Curzeit und die während derselben täglich vorkommenden Ereignisse nebst dem Erfolge zu Ende der Curzeit selbst und ihren später erkundeten Nachwirkungen getreu und gewissenhaft bemerkt wurden. Aus diesen Aufzeichnungen ergeben sich folgende Resultate: Unter diesen 64 Curgästen waren 25 männliche und 39 weiblichen Geschlechtes. Die Curzeit der einzelnen Personen war nach Erforderniß der Umstände sehr ungleich, und zwar von neun Tagen bis zu neun Wochen … Das Hauptleiden bei Allen bestand in Magenschmerzen mit saurem, schleimigem, wässrigem oder galligem Erbrechen, auch mit Erbrechen alles Genossenen, - oder in Magenschmerzen ohne Erbrechen…“
Nur bei drei Männern und zwei Frauen habe sich keine Besserung gezeigt nach der Kur. Bei vierzig Kurgästen sei nach der Kur das Grundübel, das Magenleiden verschwunden.

## Geographie / Topographie
Der Stachelhof lag etwa 70 m oberhalb des südlich gelegenen Marulbaches. Der heute etwas weiter östlich, vor 120 Jahren erbaute Unterhof, hat die Haus Nr. Marul 19. Der ehemalige Stachelhof bzw. der Unterhof liegt etwa 1500 m vom Zentrum des Dorfes Marul und etwa 3600 m vom Ortszentrum Raggal entfernt. Zum Stadtzentrum von Bludenz sind es etwa 6 km Luftlinie und etwa 36 km zum Bodensee.